# Valentin Samungi
Valentin Samungi (Bucarest, 27 gennaio 1942 – 15 settembre 2024) è stato un pallamanista rumeno.

## Palmarès

### Olimpiadi
- 1 medaglia:
  - 1 bronzo (Monaco di Baviera 1972)

### Mondiali
- 2 medaglie:
  - 1 oro (Francia 1970)
  - 1 bronzo (Svezia 1967)